# Valea Largă, Mureș

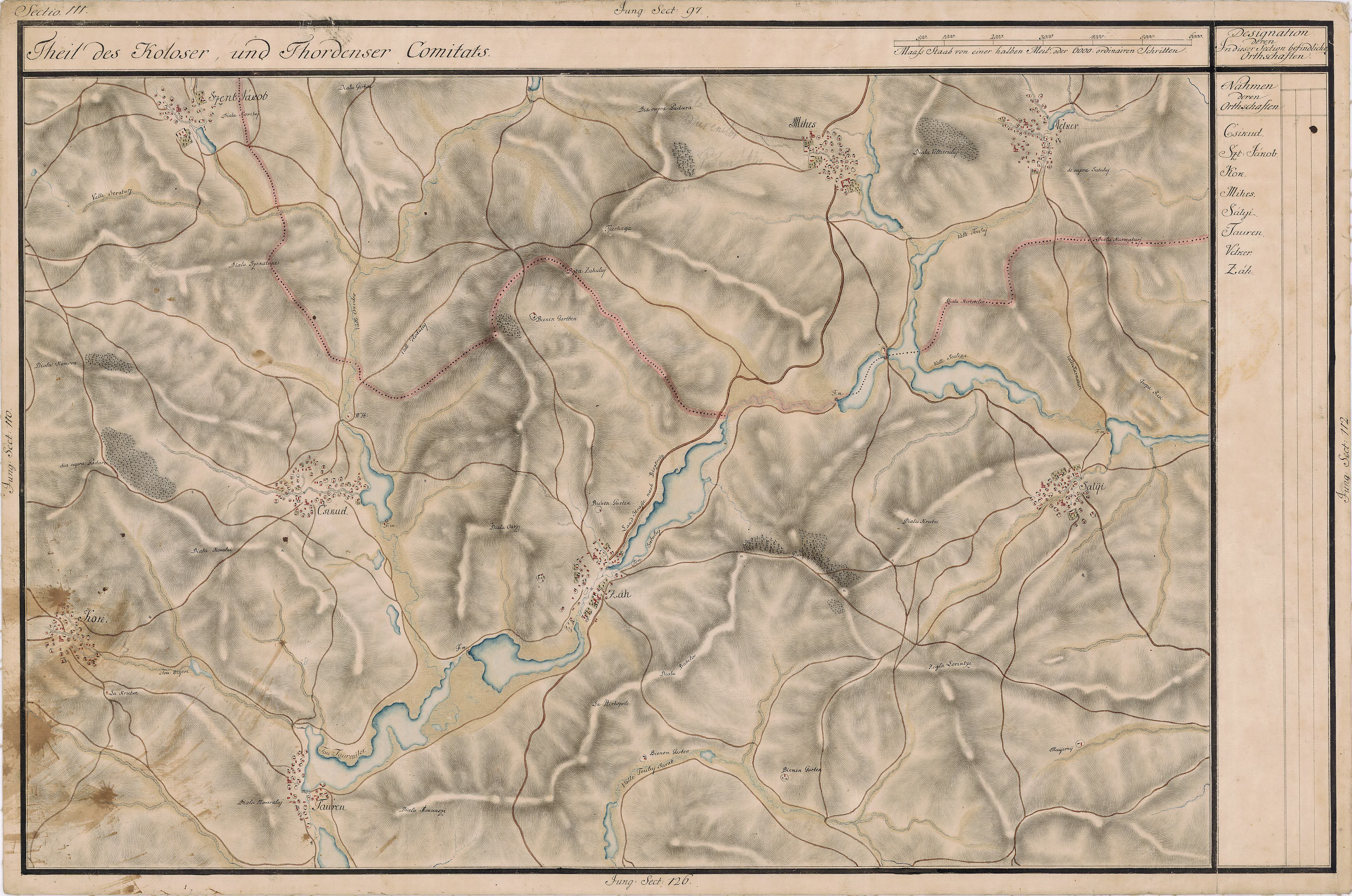
Valea Largă pe Harta Iosefină

Valea Largă (în trecut Țicud; în maghiară Mezőceked și Czikud) este satul de reședință al comunei cu același nume din județul Mureș, Transilvania, România.

## Istoric
Satul Valea Largă este atestat documentar în anul 1332.

## Localizare
Satul este străbătut de râul Matca, afluent al Pârâului de Câmpie și este situat în partea de Vest al județul Mureș, la 20 km de orașul Luduș și la 70 km de municipiul Târgu Mureș.
Este, de asemenea apropiat de Campia Turzii, jud. Cluj, la numai 20km.